# Gabrius nigritulus
Gabrius nigritulus (лат.) — космополитический вид жуков-стафилинидов из подсемейства Staphylininae.

## Распространение и места обитания
Gabrius nigritulus — палеарктический вид, который был интродуцирован в различные части света — в Северную Америку, на юг Южной Америки, в Новую Зеландию.
Представители встречаются в разнообразных биотопах, в которых присутствует какая-либо гниющая органическая материя, например, разлагающееся мясо. Согласно коллекционным данным жуки в Южной Америке населяют пальмовые и нотофагусовые леса, кактусовые рощи, склерофильные лесистые местности, замусоренные человеком пространства и моховые песчаные почвы.

## Описание
Самцы от самок отличаются строением брюшных отделов. Представители данного вида характеризуются следующими признаками:
- десятый членик усиков поперечный;
- на переднеспинке имеются дорсальные бороздки, каждая из которых имеет по шесть точек (крошечных ямок);
- передние лапки короче голени.